# Demons
Demons este al treilea album al trupei Gothic România, lansat în anul 2017. Albumul a fost înregistrat între noiembrie 2014 și octombrie 2016. Tobele au fost înregistrate în Consonance Studio Timișoara, România. A fost mixat de către Nimrod Szedlacsek și prrodus de către Alin Petruț.

## Componență
- Alin Petrut - chitară/voce
- Csaba Talpai - chitară bas
- George Lazar - voce
- Vlad Golgotiu - tobe

## Lista cântecelor
| Nr.             | Titlu                   | Lungime |  |
| 1.              | „Shadow Man”            | 5:01    |  |
| 2.              | „Disillusion”           | 5:42    |  |
| 3.              | „Demons”                | 3:53    |  |
| 4.              | „Catacombs”             | 6:04    |  |
| 5.              | „Time”                  | 4:55    |  |
| 6.              | „Destroying The Masses” | 4:34    |  |
| 7.              | „From Within”           | 4:04    |  |
| 8.              | „A New End”             | 5:13    |  |
| Lungime totală: | Lungime totală:         | 39:29   |  |

## Legături Externe
- Pagina oficială de Facebook
- Pagina oficială de Youtube
- Pagina oficială de Instagram
- Pagina albumului de pe BandCamp